# 刘伋
刘伋（?—?），西汉宗室，沛县（今江苏省沛县）人。刘向长子。
刘伋是楚元王刘交第四子劉富的玄孙，宗正劉辟彊的曾孙，陽城缪侯劉德的孙子。刘向有三个儿子，全都好學：長子刘伋，教授《易经》，官至郡守；次子刘賜，官至九卿丞，早卒；少子即刘歆。